# Narcocorrido
 (septembre 2019).
Si vous disposez d'ouvrages ou d'articles de référence ou si vous connaissez des sites web de qualité traitant du thème abordé ici, merci de compléter l'article en donnant les références utiles à sa vérifiabilité et en les liant à la section « Notes et références ».
 (septembre 2020).
Un narcocorrido (prononcé en espagnol : [narkokoˈriðo], ballade de la drogue) est une composition musicale populaire qui raconte des histoires sur le trafic de drogue et ses protagonistes. Ils constituent l'un des type de compositions musicales et poétiques qui composent le répertoire de certains groupes de musique norteña et des bandas de Sinaloa.
Le genre est devenu un vecteur commercial très rentable pour les industries qui visent à satisfaire la demande des consommateurs de musique, un support de discours pour un certain nombre de politiques principalement mexicains, et d'analyses sociologiques pour un certain nombre d'observateurs.

## Terminologie
Il n'existe pas de définition fonctionnelle ou détaillée du type de composition que le terme « narcocorrido » recouvre. Le néologisme « narcotraficant » a commencé à être utilisé, à la fin des années 1950, dans la presse de Mexico, pour désigner les acteurs du commerce illicite de drogues narcotiques. À partir des années 1970, un autre néologisme « narcotraffic », qui recouvre tous les aspects des commerces illicites revient de plus en plus fréquemment dans le langage officiel, et acquiert un droit de séjour dans les discours des médias et dans le langage courant. Le préfixe « narco » a ensuite été utilisé comme un moyen qui permet de multiplier les étiquettes stigmatisantes dont l'intérêt relève plus de la pratique d'une forme de pyrotechnie rhétorique que de la recherche de définitions conceptuelles précises. Par bien des aspects le terme « narcocorrido » est un mot qui est devenu un élément de langage que l'on applique à des sujets différents dans le cadre de discours politiques, moraux ou commerciaux.
De manière générale, les narcocorridos se rattachent au genre Corrido dont le périmètre est lui-même difficile à cerner. Défini dans ses grandes lignes, le corrido :
- Appartient à la tradition des balades porteuses d'information,
- Possède un contenu narratif organisé autour de faits et d'actions,
- Utilise un certain nombre de métaphores afin de représenter les caractéristiques des personnages et des faits,
- Possède une forme classique de référence, encore qu'elle n'est que très peu utilisée aujourd'hui, culturellement transmise au travers des corridos de la période révolutionnaire mexicaine,
- Est composé par une ou plusieurs personnes qui sont reconnues comme des auteurs de corridos.

Le terme  « narcocorrido » est l'une des composantes du vocabulaire associé au concept fourre-tout de « narcoculture » dans lequel il figure aux côtés d'une pluie de termes qui ne sont souvent pas définis avec plus d'exactitude comme « narco-polítique », « narco-économíe », « narco-société », « telenarconovela », « narco-série » et une infinité d'autres.

## Historique
Les premiers corridos, qui se concentraient sur les trafiquants de drogue – les « narcos », de « narcotique » – remonte à Juan Ramírez-Pimienta dans les années 1930. Les tout premiers corridos remontent à la révolution mexicaine de  1910, et racontaient des histoires sur les combattants révolutionnaires. Les critiques musicales ont aussi comparé les paroles du narcocorrido au gangsta rap et au mafioso rap,.
Le chanteur populaire Chalino Sanchez était notamment renommé pour ses narcocorridos.
Originaire du Nord du Mexique (depuis étendu au Guatemala et en Colombie sous le nom de "Corridos Prohibidos"), le genre narco-corrido, notoirement réputé pour faire l'apologie de la drogue, des cartels et plus généralement de la violence au Mexique, s'évertue également par le message qu'il diffuse à dénoncer la corruption dans le pays et de ses élites. De nombreuses ballades critiquent ainsi ouvertement le gouvernement en plus de se prononcer sur des thèmes aussi divers que l'ingérence américaine ou l'émigration, ce qui explique sa popularité notamment auprès des classes les plus populaires du pays ainsi que des mexicains expatriés.
Représentant un genre musical que l'on pourrait qualifier de romantique, comme en témoigne le genre sœur du narco-corrido, les "corridos romanticos", chantées par les protagonistes mêmes du style de ballades cité ci-dessus (certaines ballades romantiques se retrouvant aussi dans des albums dédiés au narco-corridos), qui ne sont rien de plus que des histoires d'amour contées, on assimile régulièrement dans une erreur répandue les paroles du narco-corrido à celles du gangsta-rap, bien que ces dernières soient pourtant bien moins poétiques, bien moins romantiques, bien plus régressif et dénigrantes envers l'image des femmes et en même temps, aussi, bien moins violentes par le manque de faits avérés rapportés dans les paroles du rap américain ou français par exemple. Il existe en effet une véritable dichotomie dans la musique norteña, dont découlent les narcocorridos, qui se focalisaient jadis sur les romances des seigneurs de la drogue et leur style de vie fantasmé (dans les années 70, oú le véritable style narcocorrido, tel qu'on le connaît aujourd'hui, est apparu) et qui a laissé place de nos jours à un genre plus violent, plus viscéral, dont le Movimiento Alterado (un rassemblement des artistes les plus célèbres du label de musique Twiins Culiacan) en est l'étendard. Toutefois, comme mentionné plus haut, ballades romantiques et ballades sur la drogue se côtoient sans distinction au sein des labels ou dans les albums des différents artistes ; même si on peut généralement noter une très nette variation rythmique entre ces deux styles musicaux : les ballades romantiques étant en effet plus généralement chantées sur un rythme bien plus lent et une mélodie souvent plus marquée et mélancolique que ses homologues déclamant la vie et les activités des barons de la drogue.
"5 son las letras que tiene mi apodo
5.7 mi arma, que yo siempre porto
Y 5 mi clave y soy comandante
También RG son mis iniciales
Yo soy el Chino Antrax pal que no lo sabe...
En Culiacán tengo amigos poderosos 
El señor Zambada es muy generoso
Me brinda si apoyo con mucha franqueza
Yo soy buen soldado, soy fiel a la empresa..."
Paroles traduites en français :
"5 est le nombre de lettres qu'à mon surnom
5.7 mon arme que je porte toujours sur moi
Et 5 mon matricule et je suis "comandante" 
RG sont mes initiales 
Je suis el Chino Antrax pour celui qui ne le sait pas...
À Culiacán j'ai des amis puissants
Le seigneur Zambada est très généreux
Il m'a apporté son soutien avec beaucoup de franchise
Je suis un bon soldat, je suis fidèle à l'entreprise..."
Un corrido (ballade) est une histoire contée, avec un début et une fin. Dans le cas des narcocorridos, les faits rapportés se sont généralement effectivement produits (sauf si le corrido en question se rapporte aux exploits d'un personnage de fiction) et traitent de faits divers en rapport avec la violence des cartels (fusillades, accidents, arrestations ou évasions...) en glorifiant toutefois ces derniers, en opposition au gouvernement et à la classe dirigeante. La plus grande controverse de ce genre musical est due au fait qu'un bon nombre de groupes et d'artistes interprétant des narcocorridos entretiennent des relations étroites avec divers membres et chefs de cartels, ces derniers leur rapportant parfois directement leurs plus hauts faits d'armes ou exploits dans le crime organisé, alimentant ainsi leur propre légende par le biais des corridos et n'hésitant pas à sponsoriser ou financer ces derniers, acquis à leur cause. C'est ainsi, par la promiscuité entre chanteurs et membres de cartels, que les narcocorridos parviennent à être aussi précis sur le déroulement de certains événements et à dépeindre avec exactitude l'organigramme de ces groupes criminels, tout en diffusant certaines informations qui ne sont pas publiées dans la presse.
De manière générale, le genre narcocorrido s'articule autour des exploits d'une poignée de narcos, en majorité issus du cartel de Sinaloa, racontant de divers points de vue l'existence ou les hobbies d'une cinquantaine de personnages récurrents environ. Après la mort des antrax et de bon nombre de membres du cartel de Sinaloa figurant parmi les têtes de proue du genre musical narcocorrido à partir de 2011 et la "recaptura" de El Chapo en janvier 2016, la nouvelle génération à l'œuvre dans la música norteña et de jeunes artistes (souvent originaires des États-Unis) comme Abraham Vazquez ou Natanael Cano se sont progressivement mis à dépeindre les pérégrinations de délinquants de leur connaissance ou de figures de leur quartier, ainsi que de membres plus anonymes et moins haut placés du crime organisé, pour pallier cette hécatombe et se substituer aux narcocorridos traditionnels.
Traditionnellement originaire de Sinaloa, le genre narco-corrido est généralement interprété par des artistes provenant eux aussi de l'état, ou en majorité du moins, et de la ville de Culiacan, se focalisant principalement sur les faits d'armes du cartel local. Certains groupes et artistes, originaires souvent d'autres états du pays, chantent les louanges des cartels rivaux, comme El Leon y su gente, un groupe Michoacano (de Michoacán), se concentrant uniquement sur les pérégrinations du Cartel de Jalisco Nouvelle Génération ; ou Miguel Comando, sur ceux du Cartel de Tijuana, par exemple. Le caractère endémique des narcocorridos au Sinaloa est également dû au fait que certaines administrations d'autres États mexicains, où ce genre musical est traditionnellement moins ancré dans le folklore, ont ces dernières années décidé de prendre des mesures pour endiguer ce phénomène ; comme au Jalisco, oú des artistes aussi populaires que El Komander ou Gerardo Ortiz n'ont pas eu le droit de se produire et se sont vus infliger des amendes pour des chansons au texte trop explicite.
Les principaux trafiquants du cartel de Sinaloa, dont la vie est racontée dans les narco-corridos :
- Ismael "El Mayo" Zambada Garcia
- Joaquin "El Chapo" Guzman
- Juan Jose Esparragoza "El Azul"
- Ignacio "Nacho" Coronel
- Rafael Caro Quintero

- Ismael Zambada Imperial "El Mayito Gordo"
- Vicente Zambada Niebla "El Niño, El Vicentillo"
- Rodrigo Aréchiga Gamboa "El Chino Antrax"
- Manuel Torres Felix "El Ondeado, El M1"
- Gonzalo Inzunza Inzunza "El Macho Prieto"

## Éléments récurrents du narcocorrido
Plusieurs éléments récurrents sont régulièrement cités dans les narcocorridos et constituent un lexique commun pour les acteurs de ce genre musical méconnu hors des frontières du Mexique et des États-Unis.
- Le pistolet 5.7 : Le pistolet de la firme belge FN Herstal 5.7 (ou FiveSeven) est mentionné dans bon nombre de narcocorridos (parfois sous l'appellation de mata policia ; ou tueur de flic en français) car elle est notoirement connue pour être l'une des armes favorites des cartels de la drogue en plus d'être le symbole du groupe armé affilié au cartel de Sinaloa, Los Antrax. Ce groupe a été fondé par Rodrigo Aréchiga Gamboa alias "El Chino Antrax" dont l'arme favorite était un pistolet 5.7 plaqué or portant l'inscription "Scarface" qu'il exhibait régulièrement sur les réseaux sociaux ; c'est pour cette raison que l'on nomme parfois son organisation sous l'abréviation "5.7" et que le pistolet homonyme est fréquemment cité dans les corridos en son hommage.

- L'année 2008 : C'est cette année-là, après l'échec retentissant du gouvernement à saper l'influence des cartels au Mexique et les opérations menées dans ce but par le gouvernement de Vicente Fox dès 2006, que les frères Beltran Leyvan firent sécession avec leur associé Joaquin El Chapo Guzman et la branche "traditionnelle" du cartel de Sinaloa. De cette défection découlera une violente série d'affrontements connue comme "la guerre de 2008". La même année, afin de lutter contre le tout nouveau Cartel Beltran-Leyva, fut intronisé Rodrigo Aréchiga Gamboa comme chef des sicarios (tueurs) du cartel de Sinaloa grâce à l'amitié qu'il entretenait avec les fils d'El Mayo Zambada, Vicente et Ismael Zambada Jr. Il fonda à cette époque le bras armé de l'organisation, de nos jours toujours actif, avec son associé Jesus Peña Gonzalez alias "El 20".

- Whisky Buchanan's: La marque de Whisky Buchanan's (prononcé en espagnol Boukanas) est copieusement mentionnée dans les narcocorridos et dans la musique norteña plus généralement, car il est l'un des alcools les plus réputés et consommés au Mexique. Un groupe est même nommé en l'honneur de la firme écossaise, la banda « Bukanas de Culiacan ».

- Icônes religieuses folkloriques : Le Mexique, qui est l'un des plus grands pays catholiques au monde, compte néanmoins plusieurs saints et icônes religieuses propres à son folklore, que l'Église catholique romaine refuse toutefois à légitimer et reconnaître comme tels. Ils n'en demeurent pas moins des figures vénérées et respectées dans la culture populaire mexicaine. Les trois plus célèbres et qui sont aussi le plus fréquemment cité dans les narcocorridos sont sans conteste La Santa Muerte, Jesus Malverde et San Judas, car il s'agit de trois figures particulièrement appréciées des trafiquants par leurs prétendus pouvoirs ou propriétés et donc vénérées dans l'ensemble de la « narco-culture ».

- Calibre 38. super : Le calibre 38. super est un type de munitions pour pistolet semi-automatiques créé par la manufacture d'armes Colt ; de nombreux membres de cartels chambrent leurs armes avec ce type de munitions, notamment le célèbre Chavo Felix, réputé pour l'affection qu'il portait à son pistolet, finement orné et plaqué d'or.

## Dans les médias et le divertissement
- Pepe Garza (es) et Vince Gilligan ont écrit un narcocorrido à la thêmatique fictive et ironique « Negro Y Azul : The Ballad of Heisenberg [note 1] » pour l'épisode 7 de la saison 2 de la série Breaking Bad, et interprété par le groupe Los Cuates de Sinaloa.
- L'épisode "Résurrection" de la saison 4 de la série NCIS : Los Angeles met en scène un jeune chanteur de narcocorridos qui devenu ami avec un parrain d'un cartel de la drogue.
- On peut entendre un narcocorrido, élément majeur pour la résolution de l'enquête, dans un épisode de la saison 20 de New York, police judiciaire.
- Dix narcocorridos fictifs ont été composés pour le jeu-vidéo Ghost Recon Wildlands d'Ubisoft, interprétés par le musicien lui aussi fictif El Chido.
- Dans l'épisode 9 de la saison 3 de la série El Chapo, distribuée par Netflix, un narcocorrido écrit pour la série s'inspirant d'un corrido existant du groupe Enigma Norteño, "El señor Ivan", conte les louanges du fils d'El Chapo et se trouve au cœur des animosités qui opposent les personnages dans les événements dudit épisode.
- Un chanteur de narcocorrido est au cœur de l’intrigue de l’épisode 7 de la saison 3 de la série The Shield.

## Un sujet récurrent de polémiques

### Relatives à l'influence sur la société et sur la jeunesse
En 2020, encore, la participation du groupe Alta Consigna, au carnaval de La Paz provoque des réactions indignées.
« Los cantantes de narcocorridos o “música alterada”, como el grupo Alta Consigna, se han convertido en los responsables de narrar la vida de los narcos y transmitir las hazañas de los hombres más perseguidos por la justicia. A través de sus canciones, han logrado “atraer adeptos, en gran medida del sector juvenil, que aspira a convertirse en narcotraficante, sicarios, vigías o integrantes de alguna organización criminal“. »
— Leonardo Rondero - 2020 
        
« Les chanteurs de narcocorrido ou «musique altérée», comme le groupe Alta Consigna, sont devenus les responsables de raconter la vie des trafiquants de drogue et de transmettre les exploits des hommes les plus poursuivis par la justice. À travers leurs chansons, ils ont réussi à « attirer des adeptes, en grande partie de la jeunesse, qui aspirent à devenir des trafiquants de drogue, des tueurs à gages, des guetteurs ou des membres d'une organisation criminelle ». »
.Cette opinion est, d'un certain point de vue, légitime, mais elle laisse l'impression qu'elle néglige quelques étapes dans ses explications. Alta Consigna est un groupe composé de musiciens qui ont vingt ans, en moyenne, à la date de la publication. Crecer German.
, dont la photographie est mise en avant dans l'article, a quitté le groupe pour mener une carrière de musicien soliste en 2015. Les quatre musiciens qui composent le groupe, n'ont pas le profil de gens qui tendent à considérer l'illégalité comme un élément de leur identité ou de leur comportement. Ils ont rompu avec Esteban González qui tenait la guitare électrique dans le groupe, depuis le départ de Crecer German après que celui-ci eut cassé la figure à un fan qui importunait sa petite amie.
Les musiciens participent à des chaînes de production de valeur dont ils ne maîtrisent, surtout lorsqu'ils débutent assez mal tous les aspects : ils chantent souvent ce que leur producteur musical leur dit de chanter, et se produisent là où les organisateurs de leurs concerts leur disent de se produire. D'un point de vue factuel, pourquoi ne pas cibler le promoteur des tournées du groupe plutôt que les musiciens eux-mêmes. La « polémique » concerne aussi Lupillo Rivera (es), l'un des frères de la vedette décédée Jenni Rivera, musicien chevronné, qui ne protestera évidemment pas, car le côté sulfureux du "mauvais" garçon qu'il n'est très certainement pas dans la vie de tous les jours, fait partie de son image marketing.
La polémique sent au fond le marronnier journalistique, probablement de bonne foi, sur lesquelles les maisons de disques comptent pour assurer leur publicité.

### Ouvrages et articles
- (es) Juan Carlos Ramírez-Pimienta, « Del corrido de narcotráfico al narcocorrido: Orígenes y desarrollo del canto a los traficantes », Studies in Latin American Popular Culture, vol. 23,‎ 2004
- Claude Chastagner, « Les narcocorridos du Movimiento Alterado : une poésie de la rue ? », Les Cahiers de Framespa, Toulouse, UMR 5136 (Université Toulouse-Jean Jaurès / CNRS), no 21,‎ 1er mai 2016 (ISSN 1760-4761, lire en ligne, consulté le 14 septembre 2020).
- (es) Helena Simonett, « Subcultura musical: el narcocorrido comercial y el narcocorrido por encargo », Caravelle. Cahiers du monde hispanique et luso-brésilien, Toulouse,‎ 2004, p. 179-193 (e-ISSN 2272-9828, lire en ligne).
- (es) Eric Lara, « El Narcocorrido Como Representación SociaL:ESBOZO Teórico Para un Abordaje Desde la Psicología Social », Revista Electrónica de Psicología Iztacala, Tlalnepantla, Coyoacán, Estado de México, Universidad Nacional Autónoma de México, Facultad de Estudios Superiores Iztacala, vol. 8, no 1,‎ mars 2005, p. 19 (ISSN 1870-8420, lire en ligne).
- Pepe Garza (es), « « Alta Consigna Aclara Lo Sucedido En Las Pulgas » », Pepe's Office,‎ 16 janvier 2017.
- (en) Thom Jurek, « Crecer Germán - Artist Biography », sur All Music, AllMusic, Goshen, New Yrok, AllMusic, Netaktion LLC, 31 décembre 2016.
- (es) Asociación de Academias de la Lengua Española (ASALE)., « narcocorrido » [html], Vigesimotercera edición, sur Diccionario de la lengua española, Madrid, Real Academia Española, 2014.
- (es) Luis Astorga, « Corridos de traficantes y censura » [html], Volume 17, numéro 32, sur Scielo, Región y sociedad, Hermosillo, El Colegio de Sonora, 2005 (ISSN 2448-4849)

### Ressources en ligne
- Martin Hodgson, « Death in the midday sun », Observer Music Monthly, Manchester Guardian,‎ 19 septembre 2004 (lire en ligne).
- Maite Rico, El Pais - Madrid, « Mexique.Stupéfiant succès pour les "narco-corridos" », Courrier international, Paris, Groupe Le Monde,‎ 9 février 2005 (ISSN 1154-516X, lire en ligne).
- (es) Alberto Kousuke De La Herrán Arita, « La diferencia entre el hip-hop y los corridos », sur Noroeste, Noroeste, Opinión, Culiacán, Mazatlán, 16 mars 2019.
- (es) Alberto Nájar, « El peligro de cantar "narcocorridos" en México », sur BBC Mundo México), BBC Mundo, Ciudad de México, British Broadcasting Corporation, 29 juin 2010.
- (es) Leonardo Rondero, « Carnaval de La Paz revive la narcocultura », MetrópoliMx, La Paz, Baja California Sur, Medios Digitales MetropoliMx, S.A de C.V., 14 février 2020.

### Autres sources
- (en)/(es) Cet article est partiellement ou en totalité issu des articles intitulés en anglais « Narcocorrido » (voir la liste des auteurs) et en espagnol « Narcocorrido » (voir la liste des auteurs).